# Conny Ivarsson
Conny Ivarsson (ur. 15 kwietnia 1965 w Vetlandzie) – szwedzki żużlowiec.
Wielokrotnie startował w finałach indywidualnych mistrzostw Szwecji, najlepsze wyniki osiągając w latach 1985 (V miejsce), 1988 (V miejsce), 1994 (VI miejsce), 1987 (VII miejsce) oraz 1986 (VIII miejsce).
W 1986 r. wystąpił w rozegranym w Równem finale indywidualnych mistrzostw świata juniorów, zajmując VI miejsce. Wielokrotnie startował w eliminacjach indywidualnych mistrzostw świata, w 1988 r. jedyny raz w karierze awansując do finału (rozegranego w Vojens), w którym zajął IX miejsce. W 1988 r. zdobył w Long Beach brązowy medal drużynowych mistrzostw świata.
W 1991 r. wystąpił w dwóch meczach polskiej I ligi, w barwach klubu „Morawski” Zielona Góra.
Brat Claesa Ivarssona, również żużlowca.